# CB Chiriqui Occidente
Uniformes
Le CB Chiriqui Occidente est un club panaméen de baseball évoluant en Ligue du Panama.
Basé à Puerto Armuelles (Chiriqui), le CB Chiriqui Occidente évolue à domicile à l'Estadio Glorias Deportivas Baruenes, enceinte de 2 000 places.

## Histoire
Le club compte plusieurs titres nationaux chez les jeunes, mais attend toujours de connaître le sacre avec son équipe fanion. En 2010, Chiriqui Occidente termine 9e sur 11 en saison régulière avec 4 victoires pour 16 défaites